# Магнус Чейз і боги Асгарда
«Магнус Чейз і боги Асгарда» — серія книг американського письменника Ріка Ріордана, яка ґрунтується на скандинавській міфології. Перша книга трилогії («Магнус Чейз і меч літа») була видана 6 жовтня 2015 року.
Головний герой твору — Магнус Чейз, безхатько-сирота, який втратив матір і вимушений жити на вулиці. Одного разу він зустрічає свого дядька, який відкриває йому велику таємницю — батько Магнуса скандинавський бог, а усі міфи про велетнів, богів та дев'ять світів — правда. І усі ці світи та їх жителі готуються до Судного Дня — Раґнарьоку, а Магнусу Чейзу потрібно попередити його.

## Основні книги серії

### Книга 1. «Магнус Чейз і меч літа»
«Магнус Чейз і меч літа» — перша книга із серії Магнус Чейз і боги Асгарда. Оригінал був виданий 6 жовтня 2015 року. Сюжет книги розповідає про пригоди Магнуса Чейза — хлопця, що втратив свою матір при загадкових обставинах, а тепер змушений тікати від соціальних служб та виживати на вулицях Бостона. Несподівано навіть для самого Магнуса, його одночасно починають розшукувати його дядько Рейндольф, та інший дядько (Фредерік Чейз) разом з кузиною (як потім стає відомо, його кузина героїня інших серій книг Ріка Ріордана «Персі Джексон і Олімпійці» та «Герої Олімпу», Аннабет Чейз). Через деякий час дядько Рейндольф розповідає Магнусу про те, що він — син скандинавського бога Фрейра, усі міфи вікінгів реальні, а на світ насувається Раґнарьок. І тільки Магнус може знайти незвичайну зброю, яка давно загублена у одному з дев'яти світів та може врятувати світ. Але життя хлопця з цього моменту тільки стає складнішим, адже він — помирає від руки Сурта під час боротьби за меч. Завдяки валькирії Самірі аль Аббас він стає ейхер'яром і потрапляє до готелю «Вальгалла». Тепер йому потрібно не тільки звикнути до свого нового «життя», а також знайти незвичайну зброю, і попередити Раґнарьок.

### Книга 2. «Магнус Чейз і молот Тора»
«Магнус Чейз і молот Тора» — друга книга із серії «Магнус Чейз і боги Асгарда». Дата виходу другої книги — 4 жовтня 2016 року.

### Книга 3. «Магнус Чейз і човен смерті»
«Магнус Чейз і човен смерті» — третя книга із серії «Магнус Чейз і боги Асгарда».